# Comarca de Mérida
La Comarca de Mèrida-Vegas Bajas és una comarca d'Extremadura a la província de Badajoz. El cap comarcal és Mèrida. La comarca està subdividida en dues altres: Tierra de Mèrida, amb capital a Mèrida, i Vegas Bajas, amb capital a Montijo.

## Municipis
- Alange
- Aljucén
- Arroyo de San Serván
- Calamonte
- Carmonita
- Don Álvaro
- Cordobilla de Lácara
- El Carrascalejo
- Esparragalejo
- La Garrovilla
- La Nava de Santiago
- La Zarza
- Lobón
- Mèrida
- Mirandilla
- Montijo
- Oliva de Mérida
- Puebla de la Calzada
- San Pedro de Mérida
- Torremayor
- Torremejía
- Trujillanos
- Valverde de Mérida
- Villagonzalo